# Helena Elver
Helena Elver Hagesø (født 1. marts 1998 i København) er en dansk håndboldspiller, der spiller for Odense Håndbold og Danmarks kvindehåndboldlandshold, som playmaker. Hun har op til flere U-landskampe på CV'et.

## Karriere
Elver startede sin karriere i 2015 hos Hellerup IK, men skiftede i 2017 til 1. divisionsklubben Gudme HK på Sydfyn. I 2018 sluttede hun sig til ligaklubben Aarhus United efter at have været ude i en længere periode grundet en korsbåndskade. Efter to sæsoner i den aarhusianske klub skiftede hun i sommeren 2020 til topklubben Odense Håndbold.
Hun blev ved U/17-EM 2015 i Makedonien kåret til turneringens bedste spiller, og det danske hold vandt guld ved slutrunden. Året efter var hun med til at vinde sølv ved U/17-VM 2016 i Slovakiet.
Hun fik officielt debut på det danske A-landshold den 27. juli 2019 i en træningskamp mod Norge.
Hun var en del af den tidligere landstræner Klavs Bruun Jørgensens bruttotrup til VM 2019 i Japan, men var ikke blandt de udvalgte i den endelig trup.
Elver var blot 17 år, da hun for første gang blev ramt af en korsbåndsskade. Det var, mens hun gik på højskole i Oure og spillede for Gudme HK. Forud for EM 2020 i Danmark, som hun ellers var blevet udtaget til at spille, blev hun igen ramt af en korsbåndsskade, og inden hun nåede at spille igen, blev hun i oktober 2021 ramt af den tredje korsbåndsskade. I november 2022 fik hun comeback efter to års fravær. Hun var derpå med til at vinde bronze ved VM 2023 i Danmark, Sverige og Norge, hvor hun var med i samtlige ni kampe og dermed nåede op på 17 landskampe i alt - og 19 landskampsmål.